# NN-335
La carretera NN‑335 es una vía departamental secundaria de 16.25 km ubicada en el municipio de Santa Rosa del Peñón, en el departamento de León. Esta carretera conecta el empalme a El Murciélago con la comunidad de La Piñuela. Fue inaugurada en el año 2024 como parte de los esfuerzos de expansión vial en zonas rurales del occidente del país.

## Trazado y cruces
La siguiente tabla muestra su recorrido, localidades y principales conexiones:
| km    | Localidad                  | Departamento | Conexión / Ruta |
| ----- | -------------------------- | ------------ | --------------- |
| 0.0   | Empalme a El Murciélago    | León         |                 |
| 8.1   | Comunidad rural intermedia | León         |                 |
| 16.25 | La Piñuela                 | León         |                 |